# كريس ديريك
كريس ديريك (بالإنجليزية: Chris Derrick)‏ هو عداء مسافات طويلة أمريكي، ولد في 17 أكتوبر 1990 في نابرفيل في الولايات المتحدة.

## وصلات خارجية
- كريس ديريك على موقع الاتحاد الدولي لألعاب القوى (الإنجليزية)
- كريس ديريك على موقع الاتحاد الأمريكي لسباقات المضمار والميدان (الإنجليزية)
- كريس ديريك على موقع الدوري الماسي (الإنجليزية)
- كريس ديريك على موقع TFRRS.org (الإنجليزية)